# Pycnotropis haenschi
Pycnotropis haenschi är en mångfotingart som beskrevs av Carl 1918. Pycnotropis haenschi ingår i släktet Pycnotropis och familjen Aphelidesmidae. Inga underarter finns listade i Catalogue of Life.